# Schoenomyza tarsalis
Schoenomyza tarsalis är en tvåvingeart som beskrevs av Malloch 1934. Schoenomyza tarsalis ingår i släktet Schoenomyza och familjen husflugor. Inga underarter finns listade i Catalogue of Life.